# Elígiusz
Az Elígiusz latin eredetű férfinév, jelentése: kiválasztott.

## Gyakorisága
Az 1990-es években szórványos név, a 2000-es években nem szerepel a 100 leggyakoribb férfinév között.

## Névnapok
- december 1.[2]